# Puerto Espacial América
El Puerto Espacial América o el Spaceport America (anteriormente como Southwest Regional Spaceport) es el primer puerto espacial comercial en ser construido en el mundo.  Localizado cerca de White Sands Missile Range a 45 millas (72,4 km) al norte de Las Cruces y a 30 millas (48,3 km) al este de Truth or Consequences, fue declarado oficialmente abierto el 18 de octubre de 2011.

### Mapas y direcciones
- Google Maps satellite map of Upham, New Mexico
- Topographic map of Upham, New Mexico from TopoQuest
- Photos of the first concrete launching pad at Spaceport America made during a trip in March 2006 by Jason Stevenson for an article for SEED magazine)
- Photolog of trip to spaceport site by David Simmons (dated February 19, 2006, roughly one month prior to start of construction)

33°03′37″N 106°57′27″O / 33.060241, -106.957397
- Datos: Q1352314
- Multimedia: Spaceport America / Q1352314